# Doragnathus woodi
Il doragnato (Doragnathus woodi) è un tetrapode estinto, di incerta collocazione sistematica. Visse nel Carbonifero inferiore (circa 325 milioni di anni fa) e i suoi resti fossili sono stati ritrovati in Europa e (forse) in Nordamerica. 

## Descrizione
Questo animale è noto solo per resti molto incompleti comprendenti mandibola e parti di cranio, ed è impossibile ipotizzarne quindi l'aspetto. La mandibola era molto simile a quella di altri tetrapodi arcaici più antichi. La mandibola era lunga e bassa, terminante in un processo retroarticolare ben distinto. Sull'osso dentale erano presenti più di ottanta denti acuminati e ricurvi, molto vicini fra loro. Sul coronoide era presente una fila di denti sottili e di piccole dimensioni.
Alcuni elementi fossili postcranici probabilmente attribuibili a Doragnathus, indicano che questo animale aveva un'interclavicola a forma di diamante senza processo parasternale, un omero con l'entepicondilo triangolare, un ilio a forma di bastone e privo di un processo postiliaco, e un femore gracile con un trocantere interno prominente ma privo di piattaforma per l'adduttore.

## Classificazione
Doragnathus woodi venne descritto per la prima volta nel 1980, sulla base di resti fossili ritrovati nella zona di Cowdenbeath, in Scozia. Altri fossili attribuiti a questo animale provengono da depositi coevi di Gilmerton, sempre in Scozia.  Forme affini potrebbero essere state trovate sull'isola di Inchkeith (sempre in Scozia) e in West Virginia (USA). Doragnathus non gode di una classificazione chiara; le ossa postcraniche attribuite indicherebbero una presunta parentela con i colosteidi e i temnospondili. Secondo alcune ricerche del 2016 potrebbe essere un tetrapode dalla posizione filogenetica intermedia tra gli antichi tetrapodi devoniani come Ichthyostega e Acanthostega e i successivi tetrapodi carboniferi come i bafetoidi, i colosteidi, i temnospondili e i rettiliomorfi (Clack et al., 2016).